# Yaguachi Nuevo
Yaguachi Nuevo, también conocida como San Jacinto de Yaguachi o simplemente como Yaguachi, es una ciudad ecuatoriana; cabecera cantonal del Cantón Yaguachi, perteneciente a la Provincia de Guayas. Se localiza al centro-sur de la región litoral del Ecuador, asentada en una extensa llanura, atravesada por el río Yaguachi, a una altitud de 10 m s. n. m. y con un clima tropical de sabana de 25,5 °C en promedio.
En el censo de 2022 tenía una población de 22.972 habitantes, lo que la convierte en la sexagésima segunda ciudad más poblada del país. Forma parte de la Conurbación de Guayaquil, pues su actividad económica, social y comercial está fuertemente ligada a Guayaquil, siendo "ciudad dormitorio" para miles de trabajadores que se trasladan a Guayaquil por vía terrestre diariamente. El conglomerado alberga a 3'618.450 habitantes, y ocupa la primera posición entre las conurbaciones del Ecuador. 
Sus orígenes datan de la época colonial, pero es a mediados del siglo XIX, debido a su producción agrícola, cuando presenta un sostenido crecimiento demográfico hasta establecer un poblado urbano. Las actividades principales económicas de la ciudad son: la agricultura, la ganadería y el comercio.

## Toponimia
El nombre Yaguachi, según algunos historiadores, proviene del idioma tsáchila o colorado que significa «mi casa grande». También se cree que proviene de varios asentamientos precolombinos de nativos denominados yaguachis durante la colonia. El poblado también le da nombre al río principal de esta parte de la provincia del Guayas. Yaguachi también fue conocida como Cone en su antiguo emplazamiento hasta antes del traslado de la cabecera cantonal. Tras la cantonización, por parte de una ley de división territorial, se adoptó el nombre oficial de Olmedo, sin embargo, fue nuevamente cambiado al original a pocas semanas de dictarse dicha ley.

## Historia
Antes de la colonización española, ya existían grupos humanos organizados que habitaban a orillas del actual río Yaguachi. Vivían en casa de caña y paja; se caracterizaron por sus destrezas e intuición para sobrevivir de los peligros del medio, la unión que existía entre ellos los convertía en un pueblo fuerte. Cultivaban la tierra en pequeñas extensiones, sus principales productos lo constituían: la yuca y el maíz, dedicándose también a la pesca, curaban sus enfermedades con plantas medicinales, conocimientos que eran debidamente transmitidos a sus descendientes. Fabricaban diversos utensilios de barro. Fueron también hábiles en la construcción de embarcaciones, con las que burlaban las torrentosas aguas del río Yaguachi, tanto en época de invierno como de verano. Cuando arribaron los incas a la región, aquellos se encontraron con la dura resistencia de los yaguachis.

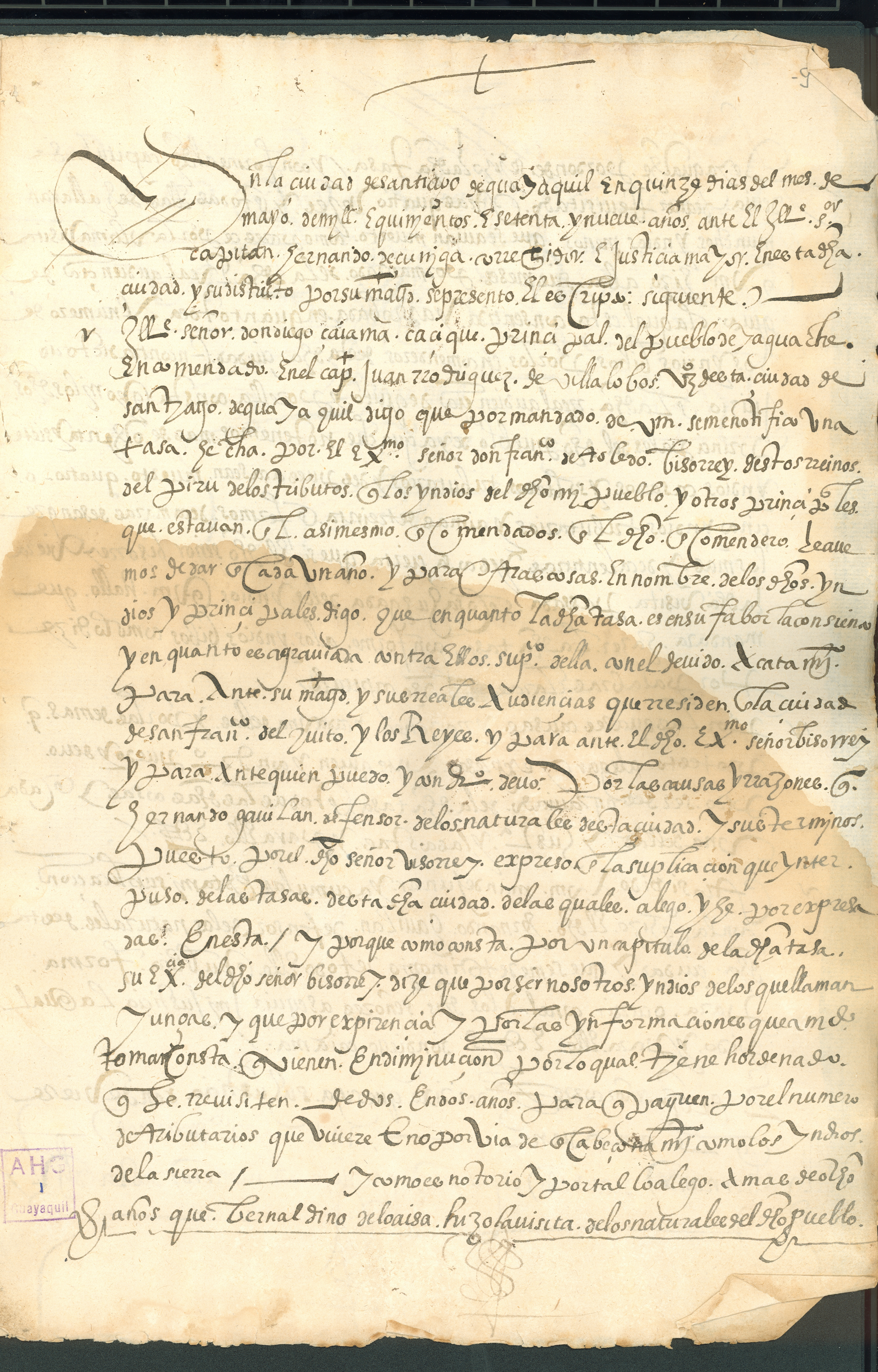
Jurídicamente desde el, Yaguachi estuvo supeditado a la administración del Corregimiento de Guayaquil. En la gráfica yace un manuscrito de 1579 que revela la tributación de los indígenas.

A partir de mediados del siglo XVI, tras la conquista de Guayaquil por parte de los europeos, empezaron a desaparecer los poblados de nativos en la región. La situación geográfica del sector, junto con su clima favorable, lo convirtió en un lugar de preferencias para varios españoles que huían de Guayaquil por los continuos ataques piratas que asolaban la capital del corregimiento, así como el inicio del cultivo de tabaco de buena calidad. Nombraron al poblado como Yaguachi o Yaguacho, y lo situaron a orillas del río homónimo. El primer poblado fue destruido por un incendio y luego fue reconstruido hacia un pequeño recinto llamado Pueblo Nuevo, así pasó a llamarse Yaguachi Nuevo.
Yaguachi se adhirió a la independencia de Guayaquil el 10 de octubre de 1820. Luego de la creación del ejército guayaquileño y de la ayuda recibida por tropas colombianas, se desarrolló cerca del poblado la batalla de Yaguachi (o batalla de Cone) el 19 de agosto de 1821, en donde las tropas independentistas vencieron al ejército leal al rey español y aseguraron la independencia de la Provincia Libre de Guayaquil.

## Geografía
Sus principales ríos son: Yaguachi con sus afluentes Chimbo y Milagro; Babahoyo, Bulu Bulu, Barranco Alto y el Culebras. Además los esteros: Capachos, Papayos y Mojahuevos.

### Clima
De acuerdo con la clasificación climática de Köppen, Yaguachi Nuevo experimenta un clima de sabana típico (Aw), el cual se caracteriza por las temperaturas altas, la estación seca coincide con los meses más fríos y las lluvias con los más cálidos. Las estaciones del año no son sensibles en la zona ecuatorial, no obstante, su proximidad al océano Pacífico hace que las corrientes de Humboldt (fría) y de El Niño (cálida) marquen dos períodos climáticos bien diferenciados: un pluvioso y cálido invierno, que va de noviembre a mayo, y un "verano" seco y ligeramente más fresco, entre junio y octubre. 
Su temperatura promedio anual es de 25,5 °C; con un promedio de 26,8 °C, abril es el mes más cálido, mientras agosto es el mes más frío, con 24,1 °C en promedio. Es un clima isotérmico por sus constantes precipitaciones durante todo el año (amplitud térmica anual inferior a 3 °C entre el mes más frío y el más cálido), si bien la temperatura real no es extremadamente alta, la humedad hace que la sensación térmica se eleve hacia los 35 °C o más. En cuanto a la precipitación, goza de lluvias abundantes y regulares siempre superiores a 1800 mm por año; hay una diferencia de 466,4 mm de precipitación entre los meses más secos y los más húmedos. La humedad relativa también es constante, con un promedio anual de 84,6%. 
| Parámetros climáticos promedio de Yaguachi Nuevo, Ecuador | Parámetros climáticos promedio de Yaguachi Nuevo, Ecuador | Parámetros climáticos promedio de Yaguachi Nuevo, Ecuador | Parámetros climáticos promedio de Yaguachi Nuevo, Ecuador | Parámetros climáticos promedio de Yaguachi Nuevo, Ecuador | Parámetros climáticos promedio de Yaguachi Nuevo, Ecuador | Parámetros climáticos promedio de Yaguachi Nuevo, Ecuador | Parámetros climáticos promedio de Yaguachi Nuevo, Ecuador | Parámetros climáticos promedio de Yaguachi Nuevo, Ecuador | Parámetros climáticos promedio de Yaguachi Nuevo, Ecuador | Parámetros climáticos promedio de Yaguachi Nuevo, Ecuador | Parámetros climáticos promedio de Yaguachi Nuevo, Ecuador | Parámetros climáticos promedio de Yaguachi Nuevo, Ecuador | Parámetros climáticos promedio de Yaguachi Nuevo, Ecuador |
| Mes                                                       | Ene.                                                      | Feb.                                                      | Mar.                                                      | Abr.                                                      | May.                                                      | Jun.                                                      | Jul.                                                      | Ago.                                                      | Sep.                                                      | Oct.                                                      | Nov.                                                      | Dic.                                                      | Anual                                                     |
| --------------------------------------------------------- | --------------------------------------------------------- | --------------------------------------------------------- | --------------------------------------------------------- | --------------------------------------------------------- | --------------------------------------------------------- | --------------------------------------------------------- | --------------------------------------------------------- | --------------------------------------------------------- | --------------------------------------------------------- | --------------------------------------------------------- | --------------------------------------------------------- | --------------------------------------------------------- | --------------------------------------------------------- |
| Temp. máx. media (°C)                                     | 30.5                                                      | 30.4                                                      | 31.2                                                      | 31.4                                                      | 30.8                                                      | 29.2                                                      | 28.4                                                      | 28.5                                                      | 29.0                                                      | 29.1                                                      | 29.4                                                      | 30.4                                                      | 29.9                                                      |
| Temp. media (°C)                                          | 26.2                                                      | 26.1                                                      | 26.7                                                      | 26.8                                                      | 26.5                                                      | 25.2                                                      | 24.3                                                      | 24.1                                                      | 24.4                                                      | 24.9                                                      | 25.1                                                      | 26.1                                                      | 25.5                                                      |
| Temp. mín. media (°C)                                     | 22.6                                                      | 22.8                                                      | 23.1                                                      | 23.0                                                      | 22.9                                                      | 21.7                                                      | 20.9                                                      | 20.4                                                      | 20.7                                                      | 21.2                                                      | 21.4                                                      | 22.1                                                      | 21.9                                                      |
| Precipitación total (mm)                                  | 221.3                                                     | 469.7                                                     | 448.8                                                     | 285.2                                                     | 133.9                                                     | 31.4                                                      | 20.3                                                      | 3.3                                                       | 13.6                                                      | 4.0                                                       | 56.9                                                      | 112.2                                                     | 1800.6                                                    |
| Horas de sol                                              | 204.6                                                     | 208.8                                                     | 235.6                                                     | 225                                                       | 204.6                                                     | 165                                                       | 151.9                                                     | 142.6                                                     | 138                                                       | 108.5                                                     | 108                                                       | 167.4                                                     | 2060                                                      |
| Humedad relativa (%)                                      | 86                                                        | 87                                                        | 86                                                        | 86                                                        | 87                                                        | 86                                                        | 86                                                        | 84                                                        | 83                                                        | 82                                                        | 80                                                        | 82                                                        | 84.6                                                      |
| Fuente: NOAA Climate-data.org                             |                                                           |                                                           |                                                           |                                                           |                                                           |                                                           |                                                           |                                                           |                                                           |                                                           |                                                           |                                                           |                                                           |

## Gobierno y Política
Territorialmente, la ciudad de Yaguachi está organizada en una sola parroquia urbana, mientras que existen tres parroquias rurales con las que complementa el aérea total del Cantón Yaguachi. El término "parroquia" es usado en el Ecuador para referirse a territorios dentro de la división administrativa municipal.
La ciudad y el cantón Yaguachi, al igual que las demás localidades ecuatorianas, se rige por una municipalidad según lo previsto en la Constitución de la República. El (Gobierno Autónomo Descentralizado) G.A.D. Municipal de Yaguachi, es una entidad de gobierno seccional que administra el cantón de forma autónoma al gobierno central. La municipalidad está organizada por la separación de poderes de carácter ejecutivo representado por el Alcalde, y otro de carácter legislativo conformado por los miembros del Concejo Municipal de Yaguachi.
La Municipalidad de “San Jacinto de Yaguachi", se rige principalmente sobre la base de lo estipulado en los artículos 253 y 264 de la Constitución Política de la República y en la Ley de Régimen Municipal en sus artículos 1 y 16, que establece la autonomía funcional, económica y administrativa de la Entidad.

### Alcaldía
El poder ejecutivo de la ciudad es desempeñado por un ciudadano con título de Alcalde de Yaguachi, el cual es elegido por sufragio directo en una sola vuelta electoral, sin fórmulas o binomios en las elecciones municipales. El Vicealcalde no es elegido de la misma manera, ya que una vez instalado el Concejo Cantonal se elegirá entre los ediles un encargado para aquel cargo. El Alcalde y el Vicealcalde duran cuatro años en sus funciones, y en el caso del alcalde, tiene la opción de reelección inmediata o sucesiva. El alcalde es el máximo representante de la municipalidad y tiene voto dirimente en el concejo cantonal, mientras que el Vicealcalde realiza las funciones del alcalde de modo suplente mientras no pueda ejercer sus funciones el alcalde titular.
El alcalde cuenta con su propio gabinete de administración municipal mediante múltiples direcciones de nivel de asesoría, de apoyo y operativo. Los encargados de aquellas direcciones municipales son designados por el propio alcalde. Actualmente, la Alcaldesa de Yaguachi es Viviana Olivares, elegida para el periodo 2023 - 2027.

### Concejo cantonal
El poder legislativo de la ciudad es ejercido por el Concejo Municipal de Yaguachi el cual es un pequeño parlamento unicameral que se constituye al igual que en los demás cantones mediante la disposición del artículo 253 de la Constitución Política Nacional. De acuerdo a lo establecido en la ley, la cantidad de miembros del concejo representa proporcionalmente a la población del cantón.
Yaguachi posee siete concejales, los cuales son elegidos mediante sufragio (Sistema D'Hondt) y duran en sus funciones cuatro años pudiendo ser reelegidos indefinidamente. De los siete ediles, tres representan a la población urbana mientras que cuatro representan a las tres parroquias rurales. El alcalde y el Vicealcalde presiden el concejo en sus sesiones. Al recién instalarse el concejo cantonal por primera vez los miembros eligen de entre ellos un designado para el cargo de Vicealcalde de la ciudad.

## Transporte
El transporte público es el principal medio transporte de los habitantes de la ciudad, tiene un servicio de bus público interparroquial e intercantonal para el transporte a localidades cercanas. Una parte de las calles de la ciudad están asfaltadas o adoquinadas, aunque algunas están desgastadas y el resto de calles son lastradas, principalmente en los barrios nuevos que se expanden en la periferia de la urbe.

#### Avenidas importantes
- Jaime Roldós Aguilera
- Centenario
- Calderón
- Eloy Alfaro
- Mons. Manuel Paz Ruiz.
- Sucre
- José Wolf Herrera

## Educación
La ciudad cuenta con buena infraestructura para la educación. La educación pública en la ciudad, al igual que en el resto del país, es gratuita hasta la universidad (tercer nivel) de acuerdo a lo estipulado en el artículo 348 y ratificado en los artículos 356 y 357 de la Constitución Nacional. Varios de los centros educativos de la ciudad cuentan con un gran prestigio. La ciudad está dentro del régimen Costa por lo que sus clases inician los primeros días de abril y luego de 200 días de clases se terminan en el mes de febrero. La infraestructura educacional presentan anualmente problemas debido a sus inicios de clases justo después del invierno, ya que las lluvias por lo general destruyen varias partes de los plantes educativos en parte debido a la mala calidad de materiales de construcción, especialmente a nivel marginal.

## Medios de comunicación
La ciudad posee una red de comunicación en continuo desarrollo y modernización. En la ciudad se dispone de varios medios de comunicación como prensa escrita, radio, televisión, telefonía, Internet y mensajería postal. En algunas comunidades rurales existen telefonía e Internet satelitales.
- Telefonía: Si bien la telefonía fija se mantiene aún con un crecimiento periódico, esta ha sido desplazada muy notablemente por la telefonía celular, tanto por la enorme cobertura que ofrece y la fácil accesibilidad. Existen 3 operadoras de telefonía fija, CNT (pública), TVCABLE y Claro (privadas) y cuatro operadoras de telefonía celular, Movistar, Claro y Tuenti (privadas) y CNT (pública).

- Radio: En la localidad existe una gran cantidad de sistemas radiales de transmisión nacional y local, e incluso de provincias y cantones vecinos.

- Medios televisivos: La mayoría de canales son nacionales, aunque se ha incluido canales locales recientemente. El apagón analógico se estableció para el 31 de diciembre de 2023.[6]

## Deporte
La Liga Deportiva Cantonal de Yaguachi es el organismo rector del deporte en todo el Cantón Yaguachi y por ende en la urbe se ejerce su autoridad de control. El deporte más popular en la ciudad, al igual que en todo el país, es el fútbol, siendo el deporte con mayor convocatoria. Actualmente, no existe ningún club yaguacheño activo en el fútbol profesional ecuatoriano. Al ser una localidad pequeña en la época de las fundaciones de los grandes equipos del país, Yaguachi carece de un equipo simbólico de la ciudad, por lo que sus habitantes son aficionados en su mayoría de los clubes guayaquileños: Barcelona Sporting Club y Club Sport Emelec.
El principal recinto deportivo para la práctica del fútbol es el Estadio de la Liga Deportiva Cantonal de Yaguachi. Es usado mayoritariamente para la práctica del fútbol y tiene capacidad para 800 espectadores. El estadio es sede de distintos eventos deportivos a nivel local, así como es escenario para varios eventos de tipo cultural, especialmente conciertos musicales.